# Erioptera griseipennis
Erioptera griseipennis är en tvåvingeart som beskrevs av Johann Wilhelm Meigen 1838. Erioptera griseipennis ingår i släktet Erioptera och familjen småharkrankar. Arten är reproducerande i Sverige. Inga underarter finns listade i Catalogue of Life.